# Panjakent
Panjakent o Pançakent (in tagico Панҷакент?, in persiano پنجکنت‎) è una città di 40 600 abitanti situata nella regione di Suǧd, in Tagikistan.
Situata 60 km ad est di Samarcanda, è senza dubbio uno dei centri più famosi dell'antica Sogdiana.

## Storia
L'antica Panjakent era una piccola ma fiorente città della Sogdiana. Il suo nome in sanscrito significava "cinque città" (il termine città va inteso, però, con il significato di "villaggio"). Il sito di Panjkent fu abitato fin dai primi secoli d. C., quando la regione era governata dai Sasanidi; tuttavia la città si sviluppò soprattutto tra il VI secolo e il primo quarto delI’VIII, quando divenne il centro di un principato indipendente retto da governanti locali. La popolazione, come in molte altre zone dell'Asia centrale preislamica, era costituita in maggioranza da zoroastriani, con minoranze di cristiani nestoriani e buddisti. Decadde rapidamente dopo la conquista araba (722 d. C.): le tracce di occupazione più recenti non vanno al di là della fine dell'VIII secolo.
Nelle rovine della città, estesa solo 13,5 ha, sono distinguibili quattro parti: la cittadella regale, la città vera e propria, la necropoli e i sobborghi. L'impianto urbano presenta una forte struttura difensiva che nel corso dei secoli venne restaurata e ricostruita più volte.

## Il sito
Gli scavi, iniziati nel 1946, hanno portato alla luce più di cento abitazioni che riflettono la ricchezza e il livello sociale dei proprietari. 
Nelle dimore patrizie il centro dell'abitazione è costituito da una sala di ampie proporzioni, con alto soffitto sostenuto da colonne, decorata con pitture parietali. Intorno a questa sala si aprono una serie di piccoli ambienti collegati da corridoi e destinati alla vita quotidiana; spesso al piano terra, sono collocati negozi e botteghe di mercanti e artigiani. Le case più modeste presentano una complessa articolazione in due o tre piani, con le stanze di abitazioni vere e proprie disposte al piano superiore. 
Nell'area sono stati riportati alla luce due templi di impianto simile, che presentano una costruzione su stilobate composta da una sala tetrastila, preceduta da un iwan su sei colonne. Le strutture si datano fra la fine del quinto e l'inizio del VI secolo d.C.
Il materiale utilizzato comprende blocchi massicci di argilla pressata e mattoni crudi, questi ultimi essenzialmente con copertura a volta. La pietra è utilizzata esclusivamente per i basamenti di alcune colonne, mai come materiale edile; frequente è l'impiego di legno sia per le travi di coperture piatte, sia per le colonne. 
La produzione artistica rinvenuta nel sito comprende numerosi esempi di sculture in legno e una serie di pitture parietali policrome che decoravano sia le abitazioni private, sia gli edifici di culto. I soggetti raffigurati sono vari: si passa dalle immagini di divinità femminili, a movimentate scene di battaglia; da illustrazioni di fiabe legate alla tradizione classica e alla favolistica indiana, alla narrazione di più episodi di miti eroici.
Tra le decorazioni più significative si possono citare quella del tempio II dedicata all'eroe Siyavush ed alcune che descrivono leggende popolari, come l'oca dalle uova d'oro. Spesso le decorazioni appaiono in tutte le pareti della stanza.
Le rovine dell'antica Panjakent sono state incluse nel sito seriale Vie della Seta: corridoio Zarafshan-Karakum, iscritto nel 2023 nella lista dei patrimoni dell'umanità dell'UNESCO.